# Juan Sebastián Verón
Juan Sebastián Verón (La Plata, 9. ožujka 1975.) umirovljeni je argentinski nogometaš i trenutačni predsjednuj Estudiantesa. Igrao je 14 godina za argentinsku nogometnu reprezentaciju. U Premier Ligi je Argentinac nastupao za Chelsea i Manchester United.